# Joseph Moll
Pour les articles homonymes, voir Moll.
Joseph Moll, né à Cologne le 14 octobre 1813 et mort à Rotenfels le 28 juin 1849, est un dirigeant ouvrier révolutionnaire allemand. Il est un pionnier du mouvement ouvrier allemand et une figure des débuts du socialisme allemand. Moll est un aussi un des premiers associés de Karl Marx.

## Jeunesse
Joseph Maximilian Moll est né à Cologne le 14 octobre 1813. Il est né dans une famille ouvrière pauvre et a été apprenti en tant qu'horloger. Après son apprentissage, Moll a beaucoup voyagé à travers l'Europe à la recherche de travail, comme c'était la coutume pour les commerçants de l'époque. Au cours de ces voyages, il prit contact avec un certain nombre d'associations de travailleurs allemandes, ce qui l'exposa à des idées politiques et économiques radicales.

## Jeune-Allemagne
En 1834, il rejoint la société secrète Jeune-Allemagne en Suisse. Inspiré de la Jeune Italie de Mazzini, il prônait un mélange similaire de démocratie démocratique, de nationalisme et de réforme sociale. Son amitié avec l'organisateur des travailleurs et révolutionnaire Karl Schapper date de cette période. En 1836, Moll a été expulsé de Suisse et s'est rendu à Paris, où il a rejoint la Ligue des Justes, alors sous l'influence de l'utopiste communiste Wilhelm Weitling. Schapper en était également membre.

## LaLigue des justes
En 1839, la Ligue participe à une insurrection menée par la Société des Saisons, dirigée par Armand Barbès et Auguste Blanqui. L'insurrection a été réprimée et Moll s'est échappé en Grande-Bretagne. En 1840, il est l'un des fondateurs de l'Association allemande pour l'éducation ouvrière à Londres. En 1846, il devient membre du Comité central de la Ligue des justes (qui avait été déplacée à Londres). Sous l'influence de Karl Marx, qui remplaça Weitling en tant que leader doctrinal du groupe, la Ligue fut réorganisée en Ligue communiste. Moll a de nouveau été élu à son comité central.

## Combats révolutionnaires et mort
Lorsque la révolution de 1848 éclate en Europe, Moll retourne en Allemagne. Il est allé à Cologne, où il est devenu président de l'association des ouvriers et a aidé à propager les idées marxistes parmi ses membres. En septembre 1848, il est impliqué dans un soulèvement ; pour échapper à l'arrestation, il fuit à Londres, mais plus tard revient illégalement en Allemagne. En mai 1848, il participe à la révolution démocratique à Baden et participa activement aux combats. Le 28 juin 1849, il est tué à Rotenfels, près de Murg.

Dans son Adresse du Comité Central à la Ligue des communistes écrite en mars 1850, Marx fait le bilan de l'activité révolutionnaire de la Ligue au cours des deux années passées ; c'est à cette occasion qu'il rend hommage à Joseph Moll, mort en combattant : 

« Au cours des deux années révolutionnaires 1848-49, la Ligue s'est doublement affirmée ; une fois par le fait que ses membres ont en tous lieux énergiquement pris part au mouvement ; que dans la presse, sur les barricades et les champs de bataille ils ont été au premier rang du prolétariat, la seule classe vraiment révolutionnaire. (…) En même temps, l'ancienne et solide organisation de la Ligue s'est sensiblement affaiblie. (…) Il faut mettre fin à un tel état de choses ; l'indépendance des ouvriers doit être rétablie. Le Comité central a compris cette nécessité et c'est pourquoi, dès l'hiver 1848-49, il a envoyé en Allemagne un émissaire, Joseph Moll, afin d'y réorganiser la Ligue. La mission de Moll resta cependant sans effet durable, soit que les ouvriers allemands n'eussent pas encore acquis à l'époque assez d'expérience, soit que l'activité de Moll fût interrompue par l'insurrection de mai dernier, Moll prit lui-même le fusil, entra dans l'armée de Bade-Palatinat et tomba le 29 juillet au combat de la Murg. En lui, la Ligue perdait un de ses membres les plus anciens, les plus actifs et les plus sûrs, qui avait pris une part active à tous les congrès et Comités centraux et avait antérieurement déjà accompli avec grand succès une série de voyages-missions. »

## Rôle historique
Moll est une figure importante des débuts du mouvement ouvrier allemand, jouant un rôle dans l'organisation de plusieurs associations de travailleurs. Il fut l'un des premiers associés de Karl Marx et figure la transition entre le début du communisme artisanal de Wilhelm Weitling et les tactiques insurrectionnelles d'Auguste Blanqui et du marxisme.
Une rue de Berlin (Mollstraße) porte son nom.

## Filmographie
- Une année aussi longue que la vie, film soviétique de Grigori Rochal sorti en 1966, avec Vladimir Balachov dans le rôle de Joseph Moll.

## Sources
- Beloussowa, N., 'Joseph Moll'. In: Marx und Engels und die ersten proletarischen Revolutionäre. Berlin 1965, pp. 42–75.
- Becker, G., 'Joseph Moll. Mitglied der Zentralbehörde des Bundes der Kommunisten und Präsident des Kölner Arbeitervereins.' In: Bleiber, H., et al. (ed's), Männer der Revolution von 1848. Vol. 2. Berlin 1987 pp. 53–84.

- (en) Cet article est partiellement ou en totalité issu de l’article de Wikipédia en anglais intitulé « Joseph Moll » (voir la liste des auteurs).